# 小森茂生
小森 茂生（こもり しげお、1956年5月5日 - ）は、日本の音楽プロデューサー、作曲家、編曲家、キーボーディスト。

## 経歴
1981年、バップよりバンド・CAT & DOGSでデビュー。1983年のバンド解散後、ソロとして本格活動開始。作曲・CM等の音楽制作、JUN SKY WALKER(S)、COMPLEX、布袋寅泰、今井美樹、藤井フミヤ、GLAY、氷室京介、安室奈美恵などのレコーディング・サポートメンバーとしてライブに参加。1991年に自己のアルバム『GOOD-BYE GERALDIN』（リバスター・パラノイズレーベル）を発表後は、プロデュース業も手がける。特に、GLAYのサポートメンバーとして、D.I.E脱退後の1999年から『GLAY CONCERT TOUR 2004 X-RATED』以前のレコーディング・ライブにおいてキーボードを担当。メンバー紹介では“SHIGE”（シゲ）と呼ばれていた。SHIGEO "sk55" KOMORIという名義も持っていた。ライブではターンテーブル（「BACK-UP」）やアコーディオン（「I'm in love」）を披露することもあった。
近年では、F.M.Fに所属。音楽プロデューサー・作曲家として活動。主にアニメ分野に関わることが多くなる。2009年、アニメ『けいおん!』では音楽プロデューサーとして主題歌、劇中音楽、キャラクターソングまで、その大半の作曲や編曲に携わった。この作品を手掛ける時点までアニメソングはあまり聴いたことがなかったという。2011年、アニメ『いつか天魔の黒ウサギ』の音楽プロデュースを担当。このアニメの主題歌でソロデビューした原田ひとみのプロデュース・楽曲提供も行っている。2012年、アニメ『新世界より』の音楽プロデュースを担当。

## 提供した楽曲

### アニメ
- いつか天魔の黒ウサギ（2011年）
- 新世界より[1]（2012年）
- ハイスクール・フリート（2016年）
- 妖怪アパートの幽雅な日常（2017年）
- 劇場版 ハイスクール・フリート（2020年）
- 戦翼のシグルドリーヴァ（2020年）
- くまクマ熊ベアー（2020年）